# Кокошкин, Фёдор Иванович
Кокошкин Фёдор Иванович (6 (17) ноября 1720 — 12 (23) июля 1785) — военный деятель, генерал-поручик.

## Биография
Сын полковника Стародубского полка, затем бригадира Ивана Леонтьевича Кокошкина. Внук стольника Л. Я. Кокошкина, в 1701 казнённого в Москве, за взятничество при приёмке казённых подвод в Твери.
В военной службе с 1 января 1736; по другим сведениям — с 12 декабря 1736. С 24 января 1739 из сержантов пожалован флигель-адъютантом «ранга прапорщичья» при генерал-аншефе А. И. Ушакове; с 13 марта 1740 из подпоручиков произведён поручиком, с оставлением в должности. В той должности с 20 июня 1740 — «капитанского ранга»; с 11 марта 1741 — генеральс-адъютант «премьер-майорского ранга». С 11 августа 1747 — подполковник; с 25 декабря 1755 — полковник; с 1 июня 1758 — бригадир; с 1 января 1759 — генерал-майор.
Участник Семилетней войны. С начала войны состоял командиром Шлиссельбургского пехотного полка. По ходатайству главнокомандующего С. Ф. Апраксина, своего двоюродного брата, по матери, произведён в бригадиры и назначен командиром бригады в корпусе левого крыла действующей армии, под командованием ген.- лейтенанта князя Голицына. В августе 1757 в сражении при Гросс-Егерсдорфе, командуя Шлиссельбургским полком, под ним были «две лошади убиты»; в 1758 — «при осаде Кюстрина и в опоршах онаго во время баталии при Вагенбурге главным командиром»; 12 июля 1759 в сражении при Пальциге; 1 августа 1759 в Кунерсдорфском сражении при «Франкфорте, в самом деле был при своей бригаде и во всю службу поступал как долг верного подданного Императорского величества повелевает». За заслуги в войне, 3 февраля 1761 пожалован кавалером ордена Святой Анны.
В 1761 «из бывшей Конференции прислан в Сенат для определения к военным или к статским делам». С 19 (30) июня 1761 определён «к следствию в г. Саратов о непорядочных поступках бывшего в Низовой Соляной конторе командиром действительного статского советника Луки Волкова и других», и состоял в той службе до 1764 года. В той службе, с 26 марта по 23 мая 1762 назначен «к следствию по прошениям камергера гр. [Ив. Гр.] Чернышёва и Демидовых [Николая и Евдокима] о возмущении крестьян, приписных к заводам их медным и железным». В 1764 представлен Правительствующим Сенатом кандидатом на должность нижегородского или казанского губернаторов. Однако, не был утверждён императрицей Екатериной II.
С 18 (29) июня 1764 именным указом пожалован «от армии» генерал-поручиком. 28 сентября (9 октября) 1764 и 26 октября (6 ноября) 1764 «присланные в Сената от него, Кокошкина, об означенном Волкове и прочих оконченные производством по пяти делам экстракты <…> отосланы в Юстиц-коллегию, а достальные дела велено окончив, ему следовать и отдать в Юстиц же коллегию».
7 (18) марта 1765 подал прошение об отставке. «И хотя он, генерал-поручик Кокошкин, по продолжаемой доныне добропорядочной и беспорочно службе и впредь к статской службе Сенатом признаётся способным, но как ныне по его чину в Коллегиях и канцеляриях и губерниях порозжего места нет…», с 24 мая (4 июня) 1765, по именному указу Её Величества, уволен в отставку тем же чином.

## Cемья
Был женат на Екатерине Михайловне (? — 20.08.1788). Их сын — Ф. Ф. Кокошкин.
Помещик Алексинского, Богородицкого, Вологодского, Московского, Пензенского, Рузского, Ряжского, Синбургского, Тульского, Хвалынского и Ярославского уездов. За ним в 1748—1785 годах родовое сельцо Старое, Рузского уезда, по разделу с его родными братьями: Сергеем (под началом брата служил капитаном Шлиссельбургского пехотного полка, участник Семилетней войны; был тяжело ранен в сражении 14.08.1758 под Цорндофом); Алексеем (бригадир, участник Семилетней войны), — и сёстрами: Натальей (в замужестве за полковником артиллерии, помещиком Венёвского уезда Тульского наместничества Глебовым Александром Петровичем) и Анастасией (в замужестве за полковником Плохово Алексеем Андреевичем, московским, смоленским, тульским, владимирским, калужским и тверским помещиком, московским домовладельцем).
Родная тётка — Елена Леонтьевна Кокошкина, с 1702 была замужем за стольником Фёдором Карповичем Апраксиным, в браке с которым в том же году родился будущий главнокомандующий действующей армией в начале Семилетней войны, генерал-фельдмаршал Степан Фёдорович Апраксин. После смерти мужа в 1707, вдова Елена Леонтьевна Апраксина получила графский титул: вторым браком с 1713 вышла замуж за денщика Петра I, майора лейб-гвардии Преображенского полка, будущего начальника Тайной канцелярии при императоре Петре I, императрицах Анне Иоанновне и Елизавете Петровне, графа Андрея Ивановича Ушакова.